# Evžen Wohlgemuth
Evžen Wohlgemuth (23. srpna 1947 – 15. července 2002) byl český zoolog publikující v češtině a esperantu.
Vystudoval na Přírodovědecké fakultě Masarykovy univerzity zoologii, se specializací na hydrobiologii. Pracoval na ichtyologickém oddělení Ústavu pro výzkum obratlovců (pozdějším Ústavu systematické a ekologické biologie) ČSAV v Brně, po roce 1990 na různých ekologických pracovištích, dokud mu v činnosti nezabránila mozková příhoda. Byl dlouholetým členem redakční rady přírodovědeckého časopisu Veronica, přispíval i do dalších časopisů, např. Akvárium a terárium a Živa (ISSN 0044-4812).

## Články

### včeštině
- Aeolosomata, Clitellata: Oligochaeta (+ Jana Schenková)
- Ichtyofauna řeky Jihlavy v zájmové oblasti JE Dukovany a její radiochemické pozadí.
- Cévní soustava nitěnek (Tubificidae).
- K poznání zvířeny vod v oblasti Bělohradského rybníka
- Halančíkovec kubánský (Akvárium Terárium 8/23, ISSN 0002-3930)
- Živorodky rodu Glaridichthys (Akvárium Terárium 8/24, ISSN 0002-3930)
- Živorodka strakatá (Akvárium Terárium 11/26, ISSN 0002-3930)
- Okounek sklovitý (Akvárium Terárium 12/23, ISSN 0002-3930)
- Drobnoústka dvojpruhá Nannostomus marginatus (Akvárium Terárium 12/26, ISSN 0002-3930)
- Živorodka lesklá (Akvárium Terárium 12/27, ISSN 0002-3930)
- Nejmenší z okounků (Akvárium Terárium 1/26, ISSN 0002-3930)
- Ostnáč modrý (Akvárium Terárium 7/21, ISSN 0002-3930)
- Žábronožky sladkovodní a mořské (Akvárium Terárium 5/20, ISSN 0002-3930)
- Výroba sítěk na lov planktonu (Akvárium Terárium 8/21, ISSN 0002-3930)
- Akarka zelená Nannacara anomala (Akvárium Terárium 9/16, ISSN 0002-3930)
- První akvarijní rybka (Akvárium Terárium 11/2, ISSN 0002-3930)
- Pijavky v nitěnkách (Akvárium Terárium 24/3, ISSN 0002-3930)
- Olejnušky a naidky v našich akváriich (Akvárium Terárium 25/7, ISSN 0002-3930)
- (+ Kapler O.): V moři nežijí jen velryby (Akvárium Terárium 24/2, ISSN 0002-3930)
- Žížalice (Akvárium Terárium 23/3, ISSN 0002-3930)
- Zajímavosti ze života peřovce černobřichého (Akvárium Terárium 20/1, ISSN 0002-3930)
- Návrat zapomenuté rybky? (Akvárium Terárium 21/8, ISSN 0002-3930)
- Chov a pozorování úhořího monté (Akvárium Terárium 23/9, ISSN 0002-3930)
- Největší nálevník (Akvárium Terárium 24/12, ISSN 0002-3930)
- Sumeček skvrnitý (Akvárium Terárium 12/5 /1991, ISSN 0002-3930)
- Naše vodní jatrovky (Akvárium Terárium 13/12/1991, ISSN 0002-3930)
- Australský červený plž (Akvárium Terárium 20/6/1991, ISSN 0002-3930)
- O nitěnkách trochu jinak (Akvárium Terárium 20/6/1986, ISSN 0002-3930)
- Sladkovodní houby v akváriu (Akvárium Terárium 14/5 /1984, ISSN 0002-3930)
- (+ Flasar I.): Plž Ferrissia wautieri v našich akváriích (Akvárium Terárium 21/4/1984, ISSN 0002-3930)
- Akvaristika a ochrana drobných vod (Akvárium Terárium 2/3/1984, ISSN 0002-3930)
- K biologickým typům vodních rostlin (Akvárium Terárium 25/3/1983, ISSN 0002-3930)
- Síťka ke krmení potěru jemným planktonem (Akvárium Terárium 19/4/1982, ISSN 0002-3930)
- Parazbora malá (Pseudorasbora parva) v akváriu (Akvárium Terárium 14/4 /1980, ISSN 0002-3930)
- Zkušenosti s aklimatizací našich měkkýšů v akváriu (Akvárium Terárium 18/1/1980, ISSN 0002-3930)
- Odsávací škrabka (Akvárium Terárium 30/3/1980, ISSN 0002-3930)
- Použití amura bílého (Ctenopharyngodon idella) k hubení vláknitých řas v akváriu Akvárium Terárium (Akvárium Terárium 33/1977, ISSN 0002-3930)
- Stručná limnologická charakteristika zatopeného kamenolomu (Regionální sborník okresu Blansko 1985)
- Makrozoobenthos potůčku v remízku u obce Podolí (Tetrix, Maj 1999)
- Hlubočepské jezírko. (In: Ochrana přírody. Roč. 52, 1997, s. 111,fot.,pl.)
- Třebíčské rybníky (In: Zpravodaj města Třebíče. 1986, č. 3, s. 16–17,mp.)
- K poznání zvířeny vod v oblasti Bělohradského rybníka u Kaliště(In: Vlastivědný sborník Vysočiny. Oddíl věd přírodních. – ISSN 0505-8228. –, č. 12 (1995), s. 179–184, fot.)
- Fauna vodních kroužkovců a měkkýšů v povodí Jinošovského potoka (In: Přírod. Sbor. Západomor.)
- K poznání fauny bezobratlých dvou menších rybníků v okrese Třebíč (+ Jana Trnková)
- K poznání litorální a bentické fauny rybníka „Hlad“ u Studence (+Zdeněk Ďuriš. – In: Přírod.)
- Malakofauna dolního toku říčky Olešné (+ Petr Kuchař – In: Přírod. Sbor. Západomor. Muz. v Třebíči : Společenské a přírodní složky krajiny v širší oblasti
- Nálezy sladkovodních hub (Porifera, Spongillidae) a mechovek (Tentaculata, Bryozoa) v náměšťských rybnících (-- In: Přírod. Sbor. Západomor. Muz.)
- Některé vlastnosti populace hořavky duhové z řeky Jihlavy (-- In: Sborník Přírodovědeckého klubu při ZMM. – Č. 12 (1982), s. 29-34, grafy, tb., resumé)
- Příspěvek k poznání druhového složení zooplanktonu stojatých vod v okolí Mohelna a Dukovan (+ Jiří Kokeš) (- In: Přírod. Sbor. Západomor.)
- Třebíčské rybníky – In: Zpravodaj města Třebíče. – č. 3 (1986), s. 16–17, mp.)
- Vodní měkkýši některých vod v oblasti dolního toku řeky Jihlavy (-- In: Přírod. Sbor. Západomor. Muz. v Třebíči)
- Výskyt sladkovodních hub (Porifera, Spongillidae) ve vodní nádrži Dalešice (-- In: Přírod. Sbor. Západomor. Muz.)
- Výskyt strunovců (Nematomorpha) v údolí řeky Jihlavy (-- In: Přírod. Sbor. Západomor. Muz. v Třebíči:)
- Změny tvaru lastur okružanky říční (Sphaerium rivicola) v průběhu vývoje (- In: Přírod. Sbor. Západomor. Muz. v Třebíči : Společenské a přírodní složky)
- Nivní malakocenózy v povodí dolní Olšavy (+ Vašátko, Jaroslav – Horsák, Michal – In. Sborník Přírodovědného klubu v Uherském Hradišti č. 7, 2002)

### vesperantu
- Neoriginaj animaloj en nia naturo (Starto 5/1991)
- Internaciaj specioj de fisxoj (Starto 3/1992)
- La plej malgrandaj florantaj plantoj (Starto 3/1993)
- La dometoj „sub akvo“ (Starto 5-6/1993)
- Cxu vi timas hirundojn? (Starto 2/1994)
- La vivo de efemeroj, Oniskoj kaj aselinoj (Starto 1/1995)
- Akvaj heteropteroj (Starto 3/1996)
- Printempo venas (Starto 2/1998)